# Lüttow-Valluhn
Lüttow-Valluhn is een gemeente in de Duitse deelstaat Mecklenburg-Voor-Pommeren, en maakt deel uit van het Landkreis Ludwigslust-Parchim.

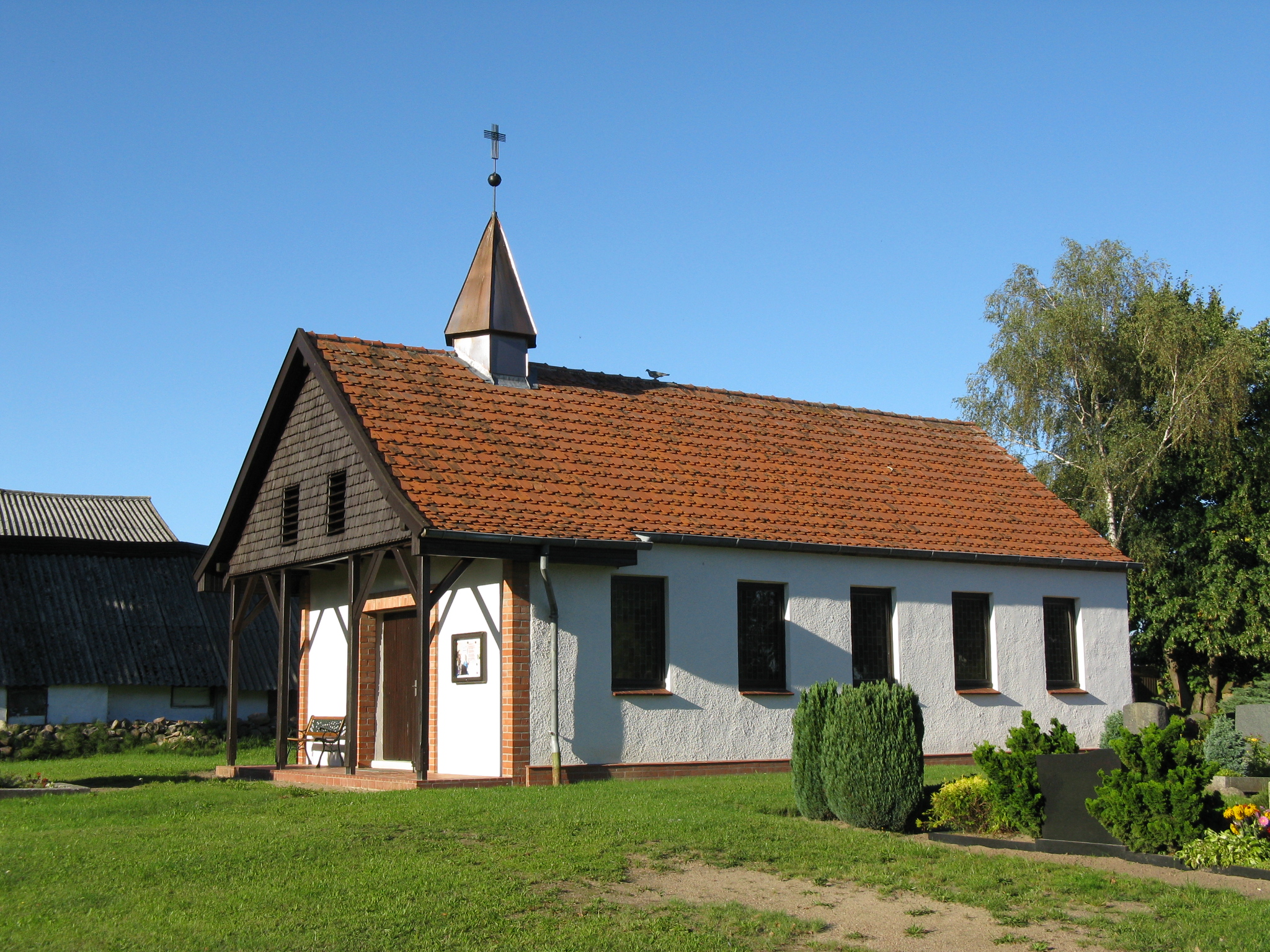
Kapel in Valluhn

Lüttow-Valluhn telt 911 inwoners.